# 朴孝三
朴孝三（パク・ヒョサム、1904年? - 没年不明）は、日本統治時代における朝鮮の独立運動家、朝鮮民主主義人民共和国（北朝鮮）の政治家。中国共産党の影響を受けた延安派に属していた。

## 経歴
1904年、咸鏡南道咸興郡に生まれる。
1925年、中国に亡命。1926年1月、黄埔軍官学校第4期歩兵科入学。歩兵第1団第3連配属。同年10月、卒業。卒業後も同学校に留まり、第6期（第2総隊）歩科第3中隊部第1区隊長。1928年9月10日、上尉。西北軍に参加。1935年6月20日、陸軍歩兵少校。後に国民革命軍第25師営長。長城戦役に参加。1938年、朝鮮の独立運動のために、朝鮮義勇隊に参加。第1区隊長として第9戦区で活動。1939年10月、第1支隊長。1941年に華北へ移動し、華北支隊長となる。
1942年7月、朝鮮独立同盟の中央委員会常務委員となり、朝鮮義勇軍華北支隊長となる。中国共産党の八路軍（後の中国人民解放軍）とも連携して独立運動をする。
1945年8月、日本の敗戦により朝鮮が解放され、朴孝三は朝鮮義勇軍副司令官に就任し、中国東北部（旧満州）へ進出する。翌年1946年の2月、朝鮮に帰国。5月には朝鮮新民党（後に合併によって朝鮮労働党）の党中央委員となり、6月、中央保安幹部学校の初代校長（大佐）、8月に北朝鮮労働党の党中央委員（第1回党大会）となる。1948年3月、北朝鮮労働党の党中央副部長（党中央委員を兼任）となる。
1950年6月に朝鮮戦争が始まると、朝鮮人民軍の第9師団長、第1軍団長、最高司令部組織動員局長、副総参謀長などを歴任し、朝鮮人民軍中将となる。
1955年11月に商工省の食糧局長、1956年4月に朝鮮労働党の党中央検査委員会委員となる。1957年から1958年にかけて商工副相兼食糧局長となり、1969年11月に朝鮮労働党の咸興市党委員会書記となる。
その後、延安派として粛清されたもようであり消息不明。

## 勲章
- 第3級国旗勲章[10]

## 参考
- 和田春樹『金日成と満州抗日戦争』平凡社、1992年。ISBN 4-582-45603-0。